# Obernhausen (Wüstung)
Obernhausen war vermutlich ein Dorf im Taunus. Von einigen Autoren wird die Existenz der Wüstung angezweifelt.

## Geschichte
Der Ort gilt als Pendant zum heute noch bestehenden Ort Niedernhausen in Hessen. Er wurde 1233 erstmals urkundlich erwähnt, entstand aber der Endung -hausen zufolge bereits während der Fränkischen Landnahmezeit. Obernhausen wurde vermutlich bereits während der spätmittelalterlichen Wüstungsperiode aufgegeben, da jüngere Belege fehlen. Das Dorf befand sich vermutlich etwa an der Stelle des heutigen Niedernhausener Waldschwimmbads. Heute erinnern noch der Straßenname Obernhäuser Weg und einige Flurnamen an die Wüstung.